# Señoritas
Señoritas es una película colombiana de 2013 dirigida, escrita y producida por Lina Rodríguez en su largometraje debut. Fue protagonizada por María Serrano, Clara Monroy y Ángela Katherine Laverde. En 2013 hizo parte de la competencia oficial de ficción en el Festival Internacional de Cine de Cartagena. A partir de entonces fue exhibida en importantes eventos internacionales como el Festival Latinbeat en los Estados Unidos, el Festival Internacional de Nuevo Cine Latinoamericano en Cuba, el Festival Internacional de Cine de Toronto y el Festival Internacional de Cine de Friburgo.

## Sinopsis
Alejandra es una joven de espíritu libre que vive a su antojo, sin embargo, aún vive con su madre. Sumergida en la vida nocturna y en las relaciones esporádicas con sus supuestos amigos y conquistas sexuales, Alejandra deberá enfrentar un nuevo desafío en su vida, en el que se encuentra completamente sola y desamparada.

## Reparto
- María Serrano es Alejandra.
- Clara Monroy es la madre de Alejandra.
- Ángela Katherine Laverde es Verónica.
- Sebastián Cuevas Iriarte es Tomás.
- Juan Miguel Santana es Antonio.
- Juan Pablo Conto es Juan.
- Luisa Leal es Sara.